# Nya vindar
Nya vindar är ett studioalbum av det svenska dansbandet Sven-Ingvars med Sven-Erik Magnusson från 1987. Albumet producerades av Rutger Gunnarsson (som också är arrangör) och Göte Wilhelmsson, och gavs ut på Goodwill.

## Låtlista
1. Septemberbarn (Mats Paulson)
2. De' va' de' ingenting på (Why Did it Have to Be Me?) (B.Andersson-S.Anderson-B.Ulvaeus)
3. Kärlek till en dröm (Mats Wicken-Birgitta Höber-Ekåsen)
4. Finns det nån annan i ditt liv? (Mats Wicken-Ingela Forsman)
5. Flyende vind (Listen to me) (C.Hardin-N.Petty-Keith Almgren)
6. Det kommer nog en dag (Tha'll Be the Day) (B.Holly-C.Hardin-N.Petty-Keith Almgren)
7. Jag har hört den sista lärkan (Per Harling)
8. Sån är jag (Mats Wicken-Birgitta Höber-Ekåsen)
9. Kärlekens alla färger (Une chanson de toutes les coulers)(P.Delanoe'-S.Distel-Britt Lindeborg)
10. Du flicka med vind i ditt hår (Mats Wicken-Ingela Forsman)
11. Gör det igen (Mats Rådberg-Ingela Forsman)
12. Nya vindar (Mats Paulson)